# Younès Rahmoun
Younès Rahmoun (Tétouan, 1975) è un artista marocchino.

## Biografia
Younès Rahmoun nasce nel 1975 a Tétouan in Marocco. Dopo la laurea in arti visive a Tangeri, nel 1998 prende la laurea specialisticia all'Institut National des Beaux-Arts della stessa città.

## Attività
Il lavoro di Younès Rahmoun è il risultato astratto di varie tematiche, che riguardano la sua vita. Egli si esprime attraverso diverse tecniche, come il disegno, l'installazione, le performance ed il video.

### Ghorfa
Ghorfa è una serie di riproduzioni di una piccola stanza che l'artista utilizzava per lavorare e riflettere nel sottoscala della sua casa di famiglia a Tétouan. L'artista riproduce la struttura e la dimensione del piccolo spazio e lo installa in luoghi diversi.
Ghorfa #7 è la settima riproduzione di Ghorfa che l'artista produce in Camerun per SUD-Salon Urbain de Douala 2010 su commissione di doual'art. L'opera è prodotta con materiali locali ed è collocata sugli argini del fiume Wouri nelle mangrovie in un luogo isolato e raggiungibile da Douala esclusivamente con un'imbarcazione. 

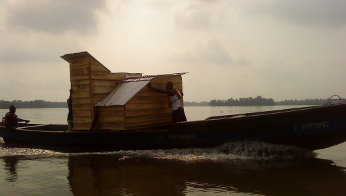
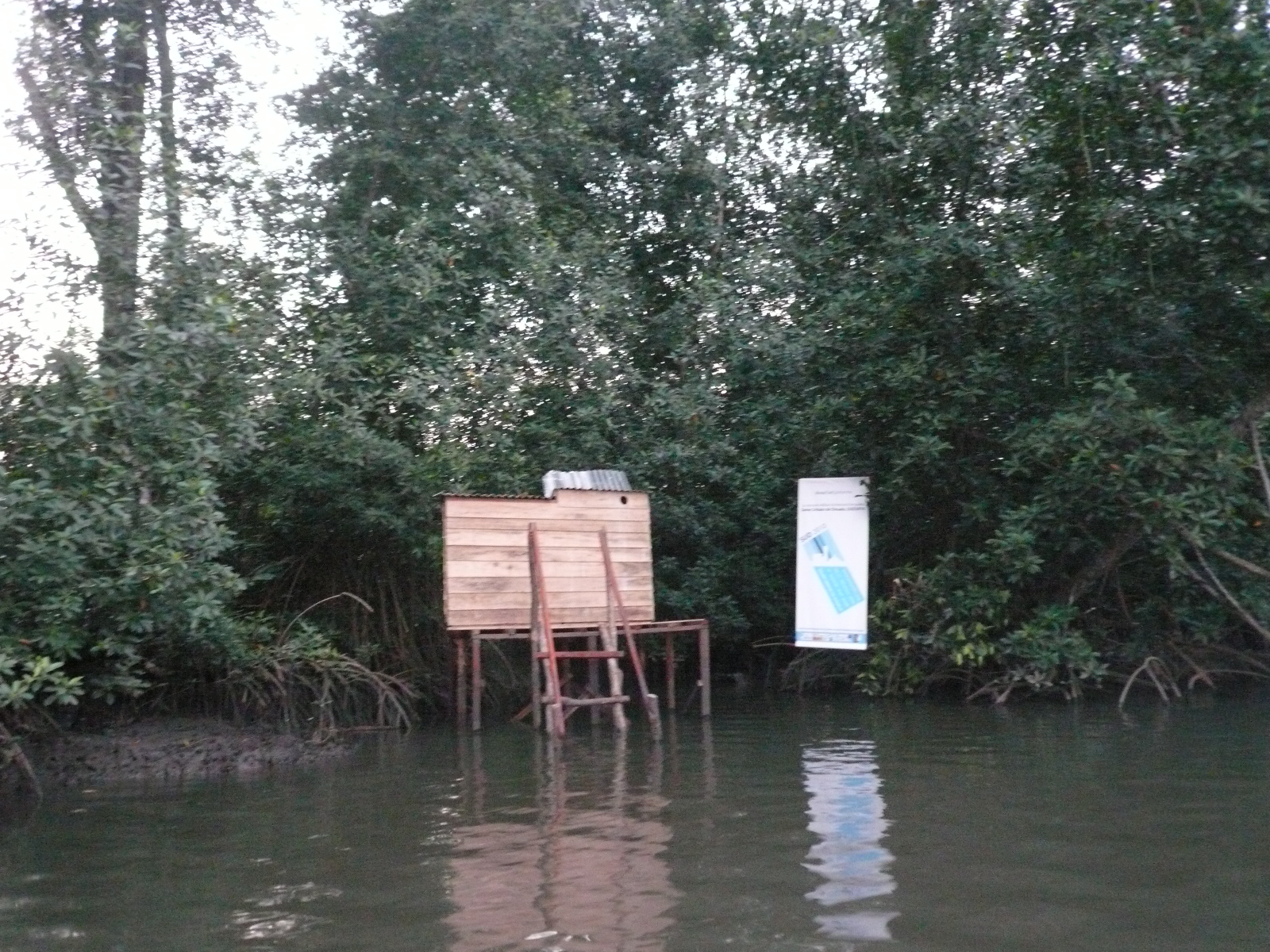
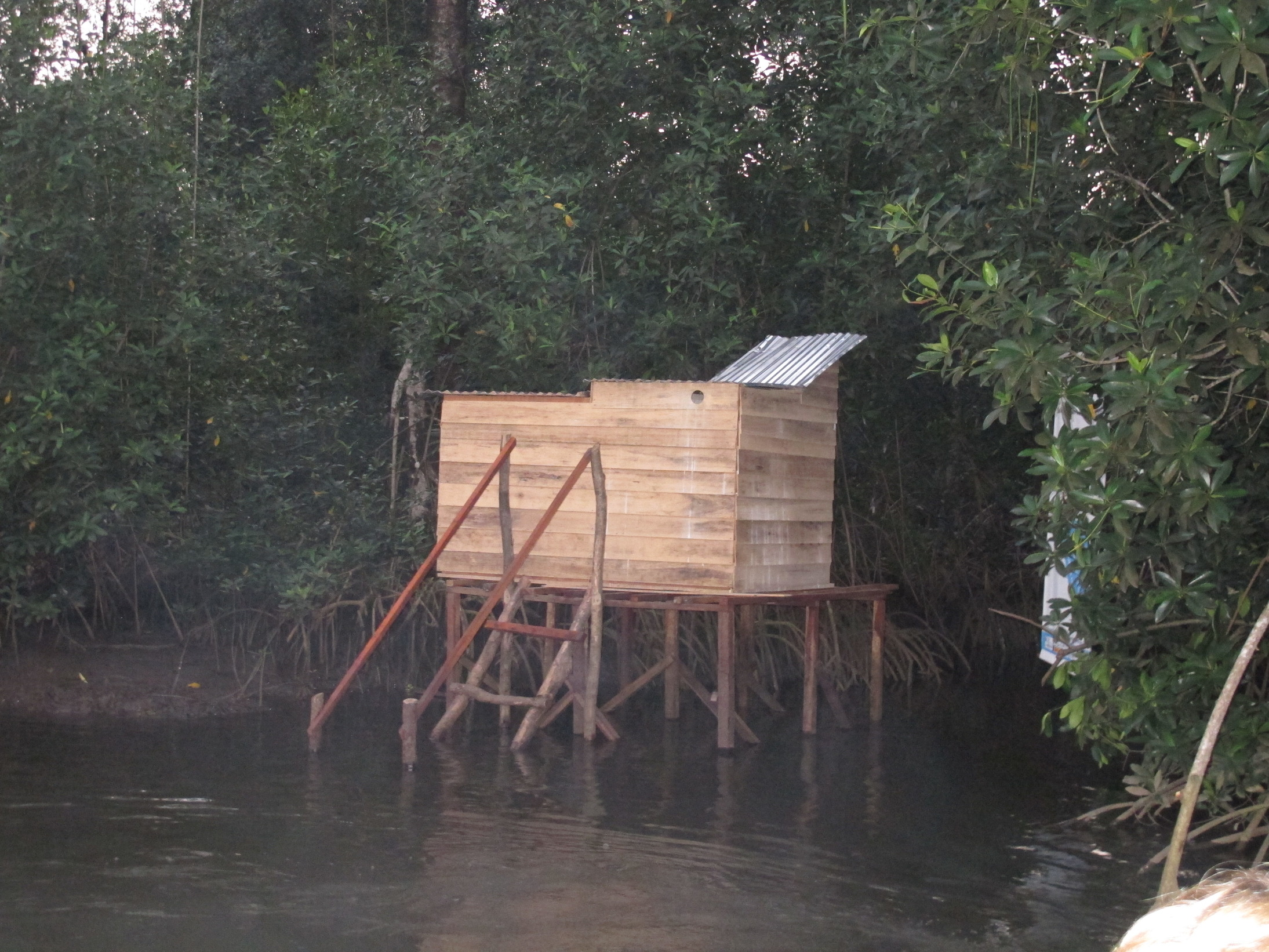
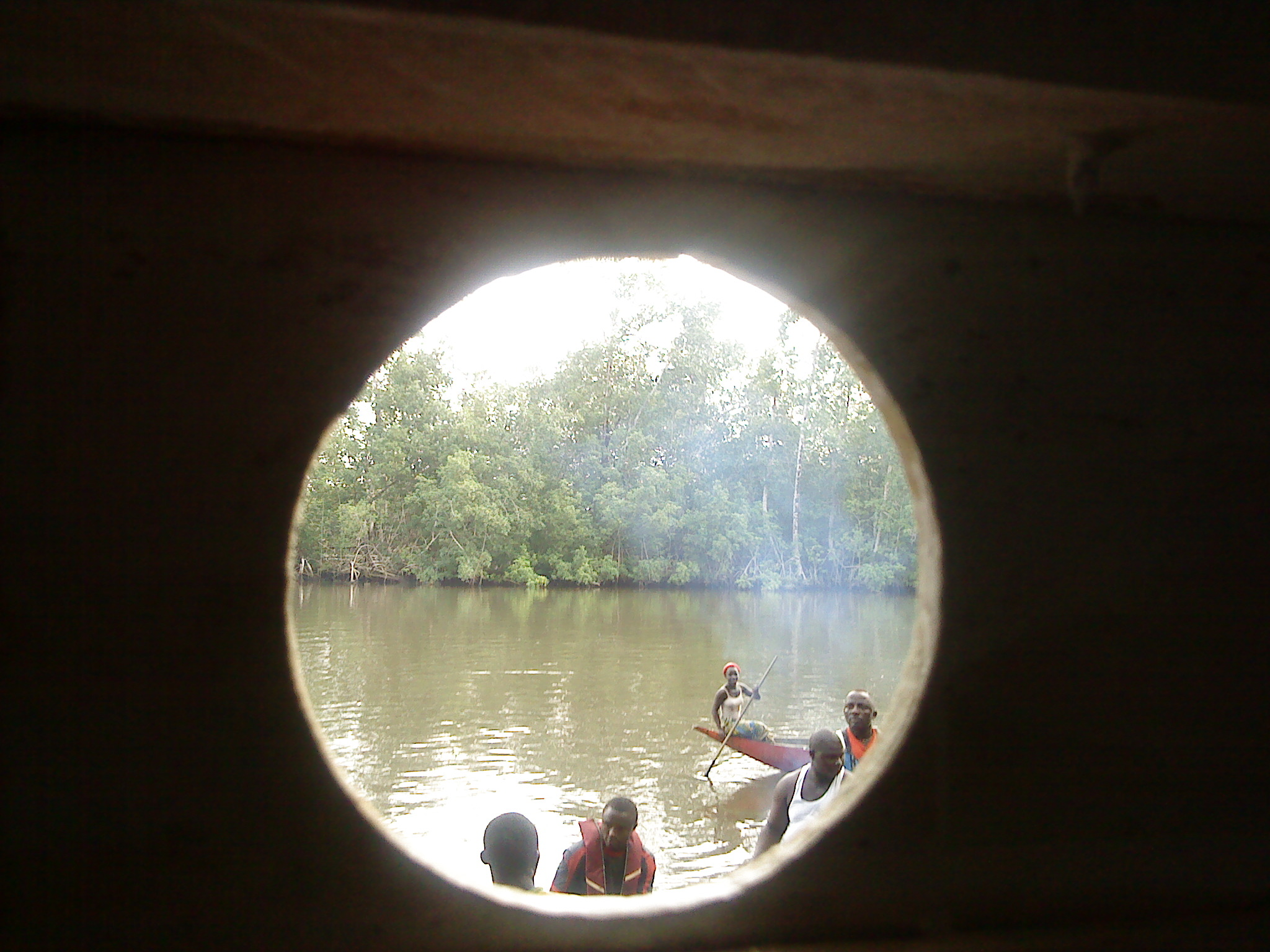

## Esposizioni
- Una proposta per l'articolazione di opere e luoghi, 3ª Biennale AiM, Marrakech, 2009 a cura di Abdellah Karroum.
- Al Ana / Huna (ora / qui), (monti del Rif ) progetto di MultiPistes, 2007.
- Badhra, Galeria Loris Talmart, Parigi, Francia, 2007.
- Sans Titre, Museo MuHKA d'Arte Contemporanea, Anversa, Belgio, 2007[1].
- Biennale d'Art, Architecture et Paysage des Canaries, Isole Canarie, Spagna, 2006[2].
- Belief, Biennale di Singapore, Singapore, 2006[3].
- Ceramic Ideas, Galeria Majke Hüsstege, Den Bosch, Paesi Baschi, 2006.
- Markib,Centre Autrichien d'Information, Rabat, 2005[4].
- Maqbara, Spazio d'Arte A. Lambert, Jávea, Spagna, 2005.
- Fée Maison, Galleria La Briqueterie, Ciry-le-Noble, Francia, 2005.
- La Biennale Dak'Art 2004, l'Esposizione Internazionale, Dakar, Senegal, 2004[5].
- H+M =10, Centre Culturel De Warande, Turnhout, Belgio, 2003.
- JF_JH Individualités, L'appartement 22, Rabat, Marocco, 2002.
- Tasbih, Passage de l'Art, Marsiglia, Francia, 2001.
- Expedition n°1 Le Bout Du Monde, con Jean-Paul Thibeau, Abdellah Karroum, 2000.
- Abyad, l'Institut Français di Fès, Marocco, 1999.
- L'Objet désorienté, Musée des Arts Décoratifs, Parigi, Francia, 1999[6].